# Diether VIII. (Katzenelnbogen)
Graf Diether VIII. von Katzenelnbogen (* 1340; † 17. Februar 1402) war Graf von Katzenelnbogen aus der Jüngeren Linie derer von Katzenelnbogen und herrschte vorwiegend in der Obergrafschaft Katzenelnbogen. Er nahm u. a. 1376 an der Krönung von König Wenzel IV., König von Böhmen, Sohn von Karl IV., zum deutschen König teil.

## Familie
Er war der Sohn von Johann II. von Katzenelnbogen († 1357) und der Elisabeth von Isenburg-Limburg. Diether war ab 1361 mit Elisabeth von Nassau-Wiesbaden († 1389) verheiratet, einer Tochter von Graf Adolf I. von Nassau-Wiesbaden (* 1307; † 1370), Enkel von König Adolf von Nassau († 1298) und hatte mit ihr die Kinder
- Johann IV. († 1444), ⚭ 1385 Anna von Katzenelnbogen (ältere Linie)
- Elisabeth († 1393), ⚭ 1387 Graf Heinrich IV. von Veldenz
- Margarethe († 1438), ⚭ 1385 Johann II. von Isenburg-Büdingen

1391 heiratete er die Witwe von Graf Ruprecht VII. von Nassau-Sonnenberg († 1390), Anna von Nassau-Hadamar, die den Katzelnbogenern als letzte Nassau-Hadamarsche Gräfin den Nassau-Hadamarschen Besitz einbrachte. Sie verkaufte die Besitztümer an ihren Stiefsohn, Johann IV. von Katzenelnbogen.

## Geschichte
Im Rahmen der Sternerkriege (1372–1374) kämpfte Diether VIII. an der Seite der Sterner. Unter der Führung der Katzenelnbogener verübten die Sterner einen (erfolglosen) Anschlag auf Hadamar, wo Rupert, der Mann seiner späteren Frau Anna, residierte.
Am 9. März 1373 schlichtete Pfalzgraf Ruprecht der Ältere bei Rhein die Streitigkeiten zwischen den Brüdern Diether und Gerhard, Grafen von Katzenelnbogen, auf Rat der Grafen Wilhelm II. von Katzenelnbogen (ältere Linie) und Heinrich II. von Sponheim-Bolanden, eines Schwagers Diethers VIII. von Katzenelnbogen.
Die Katzelnbogener hatten maßgeblich Einfluss auf die Gründung des Löwenbundes (1375). Auch wenn Diether sich selbst nicht formal dem Löwenbund anschloss, so zählten doch Eberhard V. und Wilhelm II. aus der älteren Linie und die Brüder seiner ersten Frau Elisabeth, Walram IV. († 1393) und Johann II. von Nassau († 1419), zu den Gründungsmitgliedern, während die Kanzlisten von deren Bruder Adolf I. von Nassau, Erzbischof von Mainz, das umfangreiche Vertragswerk ausgearbeitet haben sollen.
1376 nahm er an der Krönung von Karls IV. Sohn Wenzel in Aachen teil, während gleichzeitig Eberhard V. von Katzenelnbogen führendes Mitglied der Gesandtschaft Wenzels an Papst Gregor XI. war, um mit diesem über Salbung, Weihe und Krönung des Königs zum Kaiser zu verhandeln.
Zu den Vasallen von Diether VIII. zählten auch Ritter Werner Kalb von Reinheim, der als Raubritter in die Geschichtsbücher eingegangen ist, und sein Verbündeter auf Burg Nieder-Modau Eberhard von Schelm. So reklamiert der Rat der Stadt Frankfurt mit einem an Diether gerichteten Schreiben, das auf den 28. November 1381 datiert: „Wir und unsere Verbündeten sind geschädigt und angegriffen worden aus eurem Schloss Reinheim von Eberhard Schelm und seinen Helfern.“ Diether reagierte am gleichen Tag und antwortete, dass er in der Angelegenheit von Eberhard Schelm mit diesem sprechen und dann Frankfurt antworten wolle.
1394 bestellte Markgraf Jobst von Mähren unter Zustimmung von König Wenzel Diether VIII. zum Hauptmann von Luxemburg und erteilte ihm 1395 noch einen Sonderauftrag zum Schutze des Landes gegen den Grafen von St. Paul. Dessen Angriff wurde von den von Diether geführten Truppen abgewehrt, und Markgraf Jobst erweiterte noch einmal die Vollmachten Diethers, der 1398 jedoch die luxemburgische Statthalterschaft niederlegte und stattdessen im Auftrag König Wenzels in der Wetterau übernahm (in der ihn 1402 Hermann von Rodenstein ablöste).
Am 21. Januar 1398 erhob Wenzel, Römischer König und König zu Böhmen, auf Bitte der Grafen Eberhard und Diether von Katzenelnbogen „um ihrer vielfachen Dienste willen, die sie dem Reiche erwiesen haben“, das Dorf Gerau zur Stadt und verlieh ihm und seinen Einwohnern Stadtrechte. Er verlieh ihnen ferner einen freien Jahrmarkt auf den 3. Mai (uff des heiligen cruces tage, als es funden wart) und einen Wochenmarkt auf den Mittwoch.
Nach seinem Tod 1402 führte sein Sohn Johann IV. von Katzenelnbogen aus erster Ehe die Geschäfte der Katzelnbogner weiter und sorgte mit seiner Heirat mit Anna von Katzenelnbogen (ältere Linie) im Jahre 1383 für die Wiedervereinigung der älteren und jüngeren Linie.